# Joao Rojas
Joao Rojas (La Troncal, 14 giugno 1989) è un calciatore ecuadoriano, attaccante dell'ADT.

## Carriera

### Club
Ha cominciato la carriera nel 2007, giocando quindi in patria con Técnico Universitario ed Emelec.
Nel 2010 si trasferisce in Messico, per giocare nel Morelia.
Con il Cruz Azul segna il gol del momentaneo 1-1 contro i campioni d'Oceania, dell'Auckland City, nella finale per il terzo posto della Coppa del mondo per club.

### Nazionale
Ha esordito in nazionale nel 2008.

## Palmarès

### Competizioni statali
- Campionato paulista: 1

San Paolo: 2021